# ジクロロイソシアヌル酸
ジクロロイソシアヌル酸（ジクロロイソシアヌルさん、Dichloroisocyanuric acid）とは、1,3-ジクロロ-1,3,5-トリアジン-2,4,6-トリオンのことである。

## 性質

ジクロロイソシアヌル酸の線角構造式。

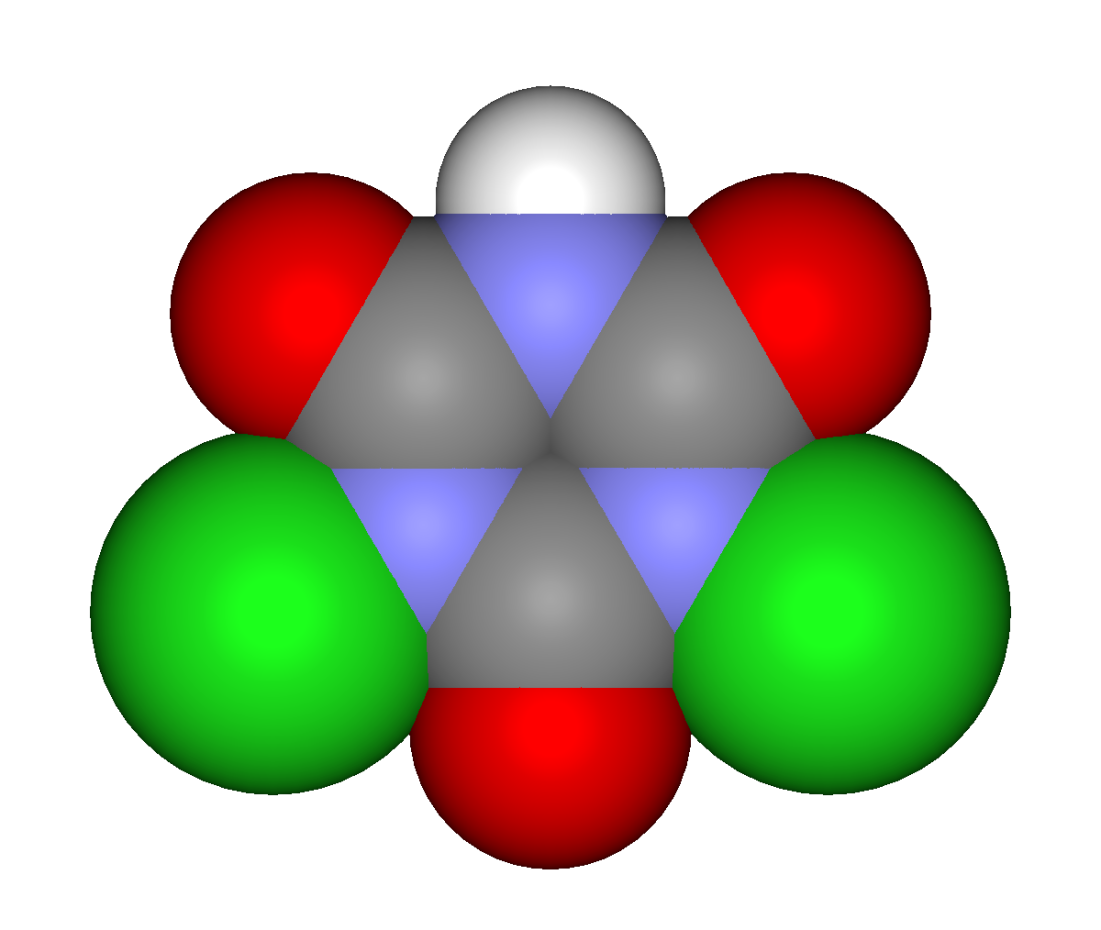
3D構造。黒が炭素、白が水素、青が窒素、赤が酸素、緑が塩素を表している。

ジクロロイソシアヌル酸は常圧下で融点は225 ℃。常温常圧で無色の固体で、密度は2.2 (g/cm3)である。また、ジクロロイソシアヌル酸はナトリウムと塩を作る他、その2水和物もナトリウムと塩を作る。

## 合成
ジクロロイソシアヌル酸は、シアヌル酸を塩素化することによって作られる。つまり、
シアヌル酸 + 2Cl2 → ジクロロイソシアヌル酸 + 2HCl
という反応をする。ジクロロイソシアヌル酸の分子式はC3HCl2N3O3、分子量は197.96である。

## 利用
ジクロロイソシアヌル酸ナトリウムは、水中で速やかに加水分解され次亜塩素酸を放出する。そのため殺菌・消毒薬等として市販されている。